# Jos Palm
Jos Palm (Zeddam, 1956) is een Nederlands journalist, historicus en radiopresentator. 
Palm voltooide de lerarenopleiding geschiedenis. 
Hij werkte onder meer voor het VPRO-radioprogramma OVT, dat hij op 26 maart 2023 voor het laatst presenteerde. Palm was oprichter en in de beginperiode ook hoofdredacteur van het Historisch Nieuwsblad. Eind jaren negentig werkte hij voor het Leids universiteitsblad Mare. Palm schrijft ook voor Trouw en de Groene Amsterdammer. 
Van zijn hand verschenen onder andere: De vergeten geschiedenis van Nederland, Oerend hard over de muzikant Ben Jolink en het boek Moederkerk, de ondergang van rooms Nederland. In dat boek wordt via een persoonlijke familiegeschiedenis de Werdegang van de katholieke kerk in Nederland in de tweede helft van de 20e eeuw aanschouwelijk gemaakt. 
Palm was een aantal jaren zeer actief bij de SP. 

## Publicaties (selectie)
- Jos Palm: Kind van Maria en Mao. Amsterdam, Atlas Contact, 2023. ISBN 9789045047553
- Jos Palm: De gewone man. Een kleine mensheidgeschiedenis. Amsterdam, Atlas/Contact, 2017. ISBN 9789045026862
- Jos Palm: Moederkerk. De ondergang van rooms Nederland. Amsterdam, 2012. ISBN 9789025437602
- Wim Berkelaar & Jos Palm, 'Ik wil wekken en waarschuwen'. Gesprekken over Nederlandse historici en hun eeuw. Amsterdam 2008. ISBN 9789052602080
- Jos Palm: Oerend hard. Het onmogelijke høkersleven van Ben Jolink. Amsterdam, 2005. ISBN 9025426336
- Jos Palm: De vergeten geschiedenis van Nederland. Waarom Nederlanders hun verleden zouden moeten kennen. Amsterdam, 2005. ISBN 902534190X
- Je moet ook een beetje durven. Ivo Schöffer over zichzelf, de oorlog en de geschiedenis. Interview door Jos Palm & Gerard Leenders. Leiden, 2002. ISBN 9075301103
- Mar Oomen & Jos Palm: Geloven in de Bijlmer. Amsterdam, 1994. ISBN 9073052904
- Jos Palm: Kloosters in Nederland. Plaatsen voor bezinning en inspiratie. Baarn, 1991. 3e gewijz.druk 1994: ISBN 9030407425